# 설민석의 한국사 대모험
《설민석의 한국사 대모험》은 대한민국의 역사 강사인 설민석이 지은 아이휴먼의 어린이 역사 학습 만화이다.
자매품으로 《설민석의 세계사 대모험》, 《설민석의 통일 대모험》, 《설민석의 만만 한국사》가 있다

## 권수
지금까지 총 30권이 출간되었다.
- 1권 인물 편 - 특명! 온달을 역사 천재로 만들어라
- 2권 사건 편 - 설쌤의 라이벌, 황 대감의 등장
- 3권 문화유산 편 - 온달, 왕의 시험에 대비하라
- 4권 선사시대 편 - 본격 부마 결정전, 온달 대 공갈?
- 5권 조선 시대 편 - 온달이 아빠는 너무 바빠요
- 6권 역사 속 라이벌 편 - 설쌤과 황 대감, 화해 대작전
- 7권 지덕체 편 - 온달, 삼족오의 방울을 울려라
- 8권 위기 극복 편 - 온달, 두 마리 토끼를 잡아라
- 9권 독립운동 편 - 설쌤, 공갈이를 구해주세요!
- 10권 임시 정부 편 - 공갈이는 어디에?
- 11권 고구려 편 - 부마 온달, 태학에 들어가다
- 12권 조선의 발명품 편 - 특명! X맨의 정체를 밝혀라
- 13권 역사의 진실 편 - 뒤바뀐 역사를 되돌려라
- 14권 명의 허준 편 - 안녕, 로빈
- 15권 문화유산 편 - 특명 태학 삼인방을 구해라
- 16권 독도 편 - 사라진 천사옥대를 찾아라
- 17권 6.25 전쟁편 - 황금순 할머니의 소원
- 18권 후삼국 시대 편 - 온달의 기묘한 시간 여행
- 19권 고려 편 - 왕건, 새로운 세상을 열다
- 20권 고려의 발전 편 - 서희와 거란의 한판대결
- 21권 온달열전 편 - 영웅의 탄생
- 22권 대동여지도 편 - 사라진 지도를 찾아라
- 23권 병자호란 편 - 남한산성의 겨울
- 24권 병자호란의 최후 편 - 항전이냐 항복이냐
- 25권 정도전 편 : 이상하고 아름다운 도깨비 나라
- 26권 박병선 편 : 잃어버린 의궤를 찾아서
- 27권 최재형 편 : 기념관의 유령
- 28권 동학 농민 혁명 편 : 녹두꽃이 피다
- 29권 강감찬 편: 귀주 대첩
- 30권 공민왕 편: 세상에서 가장 슬픈 이야기
- 31권 만파식적 편:신비한 피리
- 32권 세조편:뒤바뀐 왕관
- 33권 광해군편:두얼굴의왕
- 34권 남자현편:일본에 총을 겨누다.

## 스토리
고구려에서 평강공주와 공주의 스승 설 학사(설민석)가 부마를 찾으러 온다. 그렇게 찾은 온달이라는 소년은 세종대왕이 거북선을 만들었다고 잘못 알고 있을 정도로 역사를 모르는 바보였다. 그래서 평강공주와 설 학사가 온달을 역사 천재로 만들기 위해 한국사 모험을 떠난다.

## 등장 인물
- 설쌤: 고구려 공주 평강의 스승이자 황대감의 라이벌이다. 평강과 현대로 와서 부마감을 찾기 위해 돌아다니던중 외모만 보는 평강 때문에 역사바보 온달을 역사천재로 만드는 노력을 하게 된다.
- 온달: 평강이의 예비 부마이다.  처음에는 부마에 관심이 없었고 먹는것을 굉장히 좋아하고 완전히 역사에 대해 몰랐지만 점점 성숙해진다. 그리고 부마시험에 통과했지만 부마가 되지 못하고 부마가 되기 위해 태학에 다니기,설쌤,평강,로빈과 역사여행 등을 하고있다. 평강이를 처음 봤을땐 아무런 감정이 없었는데 점점 진심으로 평강이를 사랑하게 되었다. 통일 대 모험에서는 화살에 맞아 죽었다고 한다. 잘생겨서 평강이가 부마로 점 찍었다.
- 평강: 고구려의 공주, 온달이의 예비 부인이다. 설쌤과 부마감을 찾기위해 현대로 와 돌아다니던중 얼굴만 보고 온달에게 반한다. 그래서 온달을 부마감으로 삼는다. 하지만 온달은 역사에 대해 몰랐고 평강은 그래서 설쌤,온달,로빈과 함께 역사여행을 떠난다.
- 로빈: 설쌤이 키우는 강아지이다. 똑똑한 강아지다.
- 공갈 : 처음엔 부마가 되고 싶어 안달이었지만 시간이 흘러, 10권에서 '옥순'이라는 사람과 결혼하여 아기도 낳았고 둘의 사랑을 응원하였다. 하지만 항일 운동에서 왜군의 총에 맞아 죽어버렸다. 이때 썼던 이름은 평달(평강+온달).
- 공칠: 옥순과 공갈이가 결혼해 낳은 아들 고구려 태학에서 온달이를 아주 적게 도와준다.
- 황대감 : 공갈이의 스승님이다 현재는 공갈이의 아들 공칠이를 돌봐주고 있다.
- 온달이의 부모님 : 온달의 엄마, 아빠이다.
- 평원왕: 평강의 아빠이자 고구려의 왕이다.

## 같이 보기
- 설민석의 세계사 대모험

## 애니메이션
- 한국사 대모험